# Ruah HaQodesh
Espírito de Santidade (em hebraico: רוח הקודש; romaniz.: Ruaḥ HaQodesh) um calque de רוח (Ruaḥ, cujas traduções variam em: "sopro; vento; respiração; espírito") + קודש (Qodesh, "santidade") e reverenciado anteriormente, a restrição rabínica de uso de Nomes Santos, como: em hebraico:  רוח יהוה - Ruah YHWH e também em hebraico:  רוח אלהים - Ruah Elohim e em árabe: روح القدس; romaniz.: Ruh al-Qudus, em grego clássico: Πνεῦμα τὸ Ἅγιον; romaniz.: Pneûma tò Hagion, em latim: ˈspiː.ri.tus ˈsaːnk.tus; romaniz.: Spīritus Sānctus e em português:  Espírito Santo.
Embora o termo apareça com frequência nos escritos pós-bíblicos, na própria Escritura, o termo aparece apenas na forma possessiva como רוּחַ קָדְשְׁךָ (ruaḥ qodshəka) "Teu Espírito Santo," e como רוּחַ קָדְשׁוֹ (ruaḥ qadshō), "Seu santo espírito." Escritos posteriores identificam outras ocorrências escriturísticas da palavra רוּחַ ruah, "espírito," como indicando ruah haqodesh.
Noutro contexto podendo referir-se à força divina, qualidade e influência de Elohim sobre o Universo e Suas criaturas.

## Ruah HaQodesh na Torá
A coisa mais notável em seres sencientes é o ato de respirar coisa que os mortos não o fazem. O que quer que seja que o Ser respire o morto não respira. E quando Áquila, estrangulando alguns camelos e em seguida pedindo para Adriano que os colocasse de novo sobre as patas, assim provando ao Imperador que nesse mundo a base é em espírito. Na maioria das línguas a palavra respiração e espírito são designadas pelo mesmo termo. 
A respiração vivificante não pode ter sua origem terrena, pois não é encontrado de onde possa ser tomada. Isso por que Ela é o Sopro que deriva do Mundo sobrenatural de Deus, o Sopro da vida em Adão - "O Espírito de Deus me fez, e o sopro do Todo-Poderoso me deu vida." Deus "dá fôlego ao povo sobre ele [a terra] e espírito aos que ali andam." "Em cuja mão está a alma de todo ser vivente e o fôlego de toda a humanidade." Através do Seu espírito todos os seres vivos são criados; e quando Ele o retira, eles perecem. Ele é, portanto, o Deus dos espíritos de toda a carne. O sopro de animais também é derivado dEle. Os corpos celestes também são seres vivos, que receberam seu espírito de Deus. O espírito de Deus pairou sobre a forma de matéria sem vida, tornando a Criação possível; e ainda causa as mudanças mais tremendas.
Por isso todas as criaturas vivem somente através do espírito dado por Deus. Em um sentido mais restrito, no entanto, o espírito de Deus não é idêntico a esse espírito que dá vida. Ele derrama seu próprio espírito sobre todos aqueles a quem Ele escolheu para executar Sua vontade e ordens, e este espírito os imbui de razões e poderes superiores, tornando-os capazes de palavras e ações heróicas.
Esse espírito especial de Deus repousa sobre o homem; envolve-o como uma vestimenta; cai sobre ele e o segura como uma mão. Também pode ser tirado do escolhido e transferido para outra pessoa. Pode entrar no homem e falar com a sua voz. O profeta vê e ouve por meio do espírito. A passagem messiânica em Joel, à qual foi anexado um significado especial, é característica da visão a respeito da natureza do espírito:
"28 E acontecerá depois que derramarei o meu Espírito sobre toda a carne; e vossos filhos e vossas filhas profetizarão, os vossos velhos sonharão, e os vossos jovens terão visões; 29 e também sobre os servos e sobre as servas derramarei do meu Espírito naqueles dias." (Jl. ii. 28-29)

## O Ruah Divino
O que o Tanak chama de "espírito de YHWH" e "espírito de Eloim" é chamado no Talmude e Midrash "Espírito de Santidade ou Santo" (Ruah HaQodesh - Nunca "Ruaḥ Ḳedoshá", como diz Hilgenfeld). Embora a expressão "Ruah HaQodesh" ocorra nos Salmos,  em Isaías, ainda não possuía um significado definido, que lhe foi atribuído posteriormente na literatura rabínica: no segundo equivale à expressão "Espírito do Senhor", que foi evitada por causa da falta de inclinação ao uso do Tetragrama. É provavelmente devido a este fato que a Shekiná é freqüentemente referida em vez de Ruah HaQodesh. Diz-se do primeiro, como do Ruah HaQodesh, que repousa sobre uma pessoa.
A diferença entre os dois em tais casos ainda não foi determinada. É certo que na Brit HaDashá tem πνεῦμα ἅγιον naquelas passagens, também, onde o hebraico e o aramaico tinham "Shekiná;" pois em grego não há equivalente para este último, a menos que seja a ("vislumbre de luz"), pelo qual "ziw ha-shekinah" pode ser traduzido. Por causa da identificação do Ruah HaQodesh com a Shekiná, a é muito mais frequentemente mencionado na Brit HaDashá do que é "Ruaḥ HaQodesh" na literatura rabínica.

## Natureza do Ruah HaQodesh
Embora seja frequentemente chamado o Ruah HaQodesh por vez de Deus, no entanto em Sifre foi concebido como algo distinto. O Espírito estava entre as dez coisas que foram criadas no primeiro dia. Embora a natureza da Ruah HaQodesh não seja realmente descrita em lugar algum, o nome indica que ela foi concebida como uma espécie de vento (sopro) que se manifestou através do ruído e da luz. Tão cedo que em Ezequiel afirma-se, "o espírito me levantou, e ouvi atrás de mim uma voz de uma grande pressa", a expressão "atrás de mim", caracterizando a natureza incomum do ruído. A Shekiná fez um barulho diante de Sasão como um sino. Quando o Ruah HaQodesh estava pousado sobre ele, seu cabelo emitia um som como um sino, que podia ser ouvido de longe. Imbuiu-o com tanta força que ele poderia arrancar duas montanhas e esfregá-las juntas como seixos.
Vale aqui citar, que da mesma forma. que lê-se: "E de repente veio um som do céu como de um vento impetuoso, e encheu toda a casa onde estavam sentados" (deve ser notado que isto aconteceu no dia de Pentecostes). Embora as luzes que acompanham não sejam expressamente mencionadas, a frase frequentemente recorrente "ele viu [" heẓiẓ "] no Ruah HaQodesh" mostra que aquele sobre quem o espírito descansou viu uma luz. O Ruah HaQodesh brilhou na corte de Sem, de Samuel e do rei Salomão. Ele "brilhava" em Tamar, nos filhos de Jacó, em Moisés, isto é, estabeleceu-se sobre as pessoas em questão. Desde o dia em que José foi vendido, o Ruah HaQodesh deixou Jacó, que viu e ouviu apenas indistintamente. O Ruah HaQodesh, sendo de origem celestial, é composto, como tudo o que vem do céu, de luz e fogo. Quando repousou sobre Finéias, seu rosto queimava como uma tocha. Quando o templo foi destruído e Israel foi para o exílio, o Ruah HaQodesh voltou ao céu "o espírito retornará a Deus". O espírito fala às vezes com uma voz masculina e às vezes feminina; ou seja, como a palavra רוּחַ (ruah) é masculina e feminina, o Ruah HaQodesh foi concebido como sendo às vezes um homem e às vezes uma mulher.

## Disseminação do Ruah HaQodesh
O Ruah HaQodesh habita apenas entre uma geração digna, a frequência de suas manifestações é proporcional à dignidade. Não houve manifestação disso no tempo do Segundo Templo, enquanto houve muitos durante o tempo de Elias. De acordo com Jó, o Ruah HaQodesh repousou sobre os profetas em graus variados, alguns profetizando até o ponto de apenas um livro, e outros preenchendo dois livros. Nem descansava sobre eles continuamente, mas apenas por um tempo. Os estágios de desenvolvimento, o mais elevado dos quais é o Espírito Santo, são os seguintes: zelo, integridade, pureza, santidade, humildade, medo do pecado. O Ruah HaQodesh conduz Elias, que traz os mortos à vida. O ato piedoso através do Ruah HaQodesh; quem ensina a Torá em público participa do Ruah HaQodesh. Quando Finéias pecou, o Ruah HaQodesh partiu dele.
Nos tempos bíblicos, o Ruah HaQodesh era amplamente disseminado, apoiando-se naqueles que, segundo a Bíblia, exibiam uma atividade propícia; assim descansou em Éber e, segundo Josué, o mesmo sobre Rahav. Era necessário reiterar frequentemente que Salomão escreveu seus três livros, Mishlei, Shir HaShirim e Qohelet, sob a inspiração do Ruah HaQodesh, porque havia uma contínua oposição não só ao sábio rei pessoalmente, mas também aos seus escritos. Um professor da Lei diz que provavelmente por essa razão o Ruah HaQodesh repousou sobre Salomão somente na sua velhice.

## Ruah HaQodesh e Profecia
Os resultados visíveis da atividade do Ruah HaQodesh, de acordo com a concepção judaica, são os livros do Tanak, todos os quais foram compostos sob sua inspiração. Todos os Profetas falaram "no Ruah HaQodesh;" e o sinal mais característico da presença do Ruah HaQodesh é o dom da profecia, no sentido de que a pessoa sobre a qual ela reside contempla o passado e o futuro. Com a morte dos últimos três profetas, Ageu, Zacarias e Malaquias, o Ruah HaQodesh cessou de se manifestar em Israel; mas no Bat Ḳol ainda estava disponível. "Um bastão anunciado duas vezes em assembleias dos escribas: 'há um homem que é digno de ter o Ruah HaQodesh sobre ele.' Em uma dessas ocasiões todos os olhos se voltaram para Hillel, do outro, para Samuel, o Menor." Embora o Ruah HaQodesh não estivesse continuamente presente e não descansasse por qualquer período de tempo em nenhum indivíduo, ainda assim havia casos em que ele aparecia e tornava possível o conhecimento do passado e do futuro.
O Ruah HaQodesh descansou não apenas sobre os filhos de Israel que cruzaram o Mar Vermelho, mas, no final do tempo do Segundo Templo, ocasionalmente em mortais comuns; porque "se não são profetas, são pelo menos filhos de profetas."  O Ruah HaQodesh é às vezes identificado com o espírito de profecia. Sifre 170 observa: "Vou colocar as Minhas palavras na boca dele", significa "Eu as coloco na boca dele, mas não falo com ele face a face"; sabe, portanto, que daqui em diante o Ruah HaQodesh é colocado nas bocas dos Profetas. " O "conhecimento de Deus" é o Ruah HaQodesh. A divisão do país por sorte entre as várias tribos foi igualmente efetuada por meio do Ruah HaQodesh. Em "inspiração" veja: Judeu;  especialmente em Meguilá. Pode-se simplesmente notar aqui que, na literatura rabínica, passagens singulares são frequentemente consideradas como declarações diretas do Ruah HaQodesh.

## Ruah HaQodesh nos Apócrifos
É digno de nota que o Ruah HaQodesh é menos frequentemente referido nos livros apócrifos e pelos escritores judaicos helenísticos; e essa circunstância leva à conclusão de que a concepção do Ruah HaQodesh não era proeminente na vida intelectual do povo judeu, especialmente na diáspora. Em I Macabeus, a profecia é referida como algo há muito tempo passado. Sabedoria, refere-se ao Ruah HaQodesh que Deus envia do céu, por meio do qual Seus mandamentos são reconhecidos. A disciplina do Ruah HaQodesh preserva do engano. Diz-se nos Salmos de Salomão, em referência ao Messias, o filho de David: "ele é poderoso no Ruah HaQodesh"; e em Susanna, que "Deus levantou o Ruah HaQodesh de um jovem cujo nome era Daniel". Josefo, expressa a mesma opinião em relação à inspiração profética que é encontrada na literatura rabínica.